# فيلي كوربيت
فيلي كوربيت (بالإنجليزية: Willie Corbett)‏ (31 أغسطس 1922 في المملكة المتحدة - 31 يوليو 2011) هو لاعب كرة قدم بريطاني (وحمل سابقاً جنسية المملكة المتحدة لبريطانيا العظمى وأيرلندا) في مركز قلب الدفاع. شارك مع منتخب اسكتلندا لكرة القدم. أما مع النوادي، فقد لعب مع بريستون نورث إيند ودونفرملين أثلتيك وليستر سيتي ونادي سلتيك ويوفل تاون ونادي غرينوك مورتون.